# Stefan Bützer
Stefan Bützer nació el 17 de septiembre de 1965 en Oberdiessbach, una pequeña ciudad suiza de poco más de 4.000 habitantes. Desde muy joven, mostró un gran talento para el fútbol, y comenzó a jugar en las categorías inferiores del BSC Young Boys, uno de los clubes más importantes de Suiza.
En 1984, Bützer debutó con el primer equipo del Young Boys, y rápidamente se convirtió en uno de los jugadores más importantes del equipo. En su primera temporada, ayudó al Young Boys a ganar el campeonato suizo, el primero del club en 14 años.
En 1986, Bützer fue fichado por el FC Basel, otro club importante de Suiza. En su primera temporada con el Basel, ayudó al equipo a ganar la Copa Suiza..
Bützer pasó los siguientes ocho años en el Basel, donde se convirtió en uno de los jugadores más queridos por la afición. Fue un jugador clave para el éxito del equipo en la década de 1990, ayudando al Basel a ganar dos campeonatos de la Superliga Suiza y una Copa Suiza.
Bützer también fue un jugador importante para la selección suiza. Jugó 20 partidos con la selección, anotando un gol. Fue parte del equipo suizo que participó en la Copa Mundial de la FIFA de 1994.
Bützer se retiró del fútbol profesional en 1999. Después de su retirada, se convirtió en entrenador de fútbol. Actualmente es el director técnico del FC Lerchenfeld, un equipo de fútbol amateur de su ciudad natal. .